# Université Toulouse-Capitole
Université Toulouse-Capitole este una dintre cele trei universități din Toulouse din sud-vestul Franței. Universitatea, al cărei președinte este Hugues Kenfack. Universitatea se concentrează pe științele sociale (drept, științe politice, economie, administrație etc.).

## Absolvenți celebri
- Louis Aliot, un politician francez
- Bertrand Delanoë, un politician francez, fost primar al Parisului
- Christine de Veyrac, un om politic francez

## Legături externe
- Université Toulouse-Capitole